# (51826) Kalpanachawla
(51826) Kalpanachawla (2001 OB34) – planetoida z pasa głównego asteroid okrążająca Słońce w ciągu 5,4 lat w średniej odległości 3,08 j.a. Odkryta 19 lipca 2001 roku.